# Оук-Трейл-Шорс (Техас)
Оук-Трейл-Шорс (англ. Oak Trail Shores) — переписна місцевість (CDP) в США, в окрузі Гуд штату Техас. Населення — 2979 осіб (2020).

## Географія
Оук-Трейл-Шорс розташований за координатами 32°29′23″ пн. ш. 97°50′2″ зх. д. / 32.48972° пн. ш. 97.83389° зх. д. (32.489643, -97.833845).  За даними Бюро перепису населення США в 2010 році переписна місцевість мала площу 6,58 км², з яких 6,57 км² — суходіл та 0,01 км² — водойми.

## Демографія
Згідно з переписом 2010 року, у переписній місцевості мешкало 2755 осіб у 970 домогосподарствах у складі 679 родин. Густота населення становила 419 осіб/км².  Було 1217 помешкань (185/км²).
Расовий склад населення:
| - 81,7 % — білих - 1,2 % — чорних або афроамериканців - 0,7 % — корінних американців - 0,3 % — азіатів - 14,8 % — осіб інших рас |

До двох чи більше рас належало 1,2 %. Частка іспаномовних становила 30,3 % від усіх жителів.
За віковим діапазоном населення розподілялося таким чином: 28,9 % — особи молодші 18 років, 59,7 % — особи у віці 18—64 років, 11,4 % — особи у віці 65 років та старші. Медіана віку мешканця становила 35,4 року. На 100 осіб жіночої статі у переписній місцевості припадало 95,8 чоловіків;  на 100 жінок у віці від 18 років та старших — 99,0 чоловіків також старших 18 років.
Середній дохід на одне домашнє господарство  становив 35 717 доларів США (медіана — 29 267), а середній дохід на одну сім'ю — 41 491 долар (медіана — 37 159). За межею бідності перебувало 24,7 % осіб, у тому числі 25,5 % дітей у віці до 18 років та 7,3 % осіб у віці 65 років та старших.
Цивільне працевлаштоване населення становило 923 особи. Основні галузі зайнятості: освіта, охорона здоров'я та соціальна допомога — 24,4 %, роздрібна торгівля — 21,5 %, мистецтво, розваги та відпочинок — 16,8 %, науковці, спеціалісти, менеджери — 12,2 %.